# ماري بلانش ويتمان

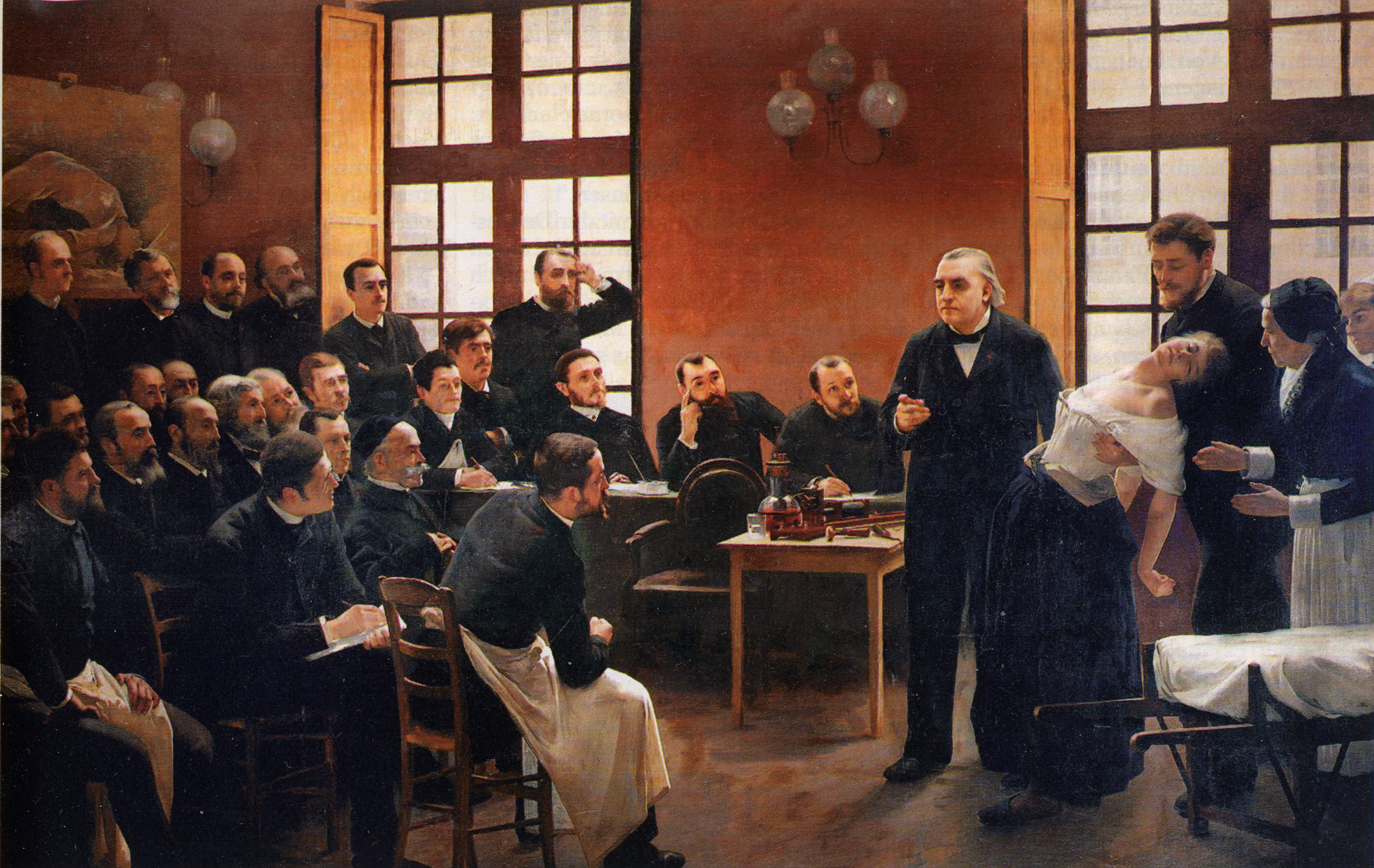
لوحة "الدرس السريري في سالبيتيير" لبيير أريستيد أندريه بروليه. تُظهر هذه اللوحة جان-مارتين شاركو التي يستخدم التنويم المغناطيسي على ماري "بلانش" ويتمان، بمساعدة الدكتور جوزيف بابيسكي (في المؤخرة). لاحظ التشابه مع التوضيح للتفرق من (الكزاز) على الجدار الخلفي.

ماري «بلانش» ويتمان (بالفرنسية: Blanche Wittmann)‏ (من مواليد عام 1859- والمُتوفاة في عام 1913) والمعروفة باسم ملكة الهستيريا هي أشهر مريضة هيستيريا لدى جان مارتن شاركو في مستشفى بيتي سالبترير.
لم يتم التأكد تمامًا من اسمها الحقيقي كما يُشار إليها في المؤلفات ذات الصلة مثل ماري، دبليو... دبليو، ويت، ويت، وبلانشيت ويت. ومع ذلك، يوجد سجل لفتاة تُسمى ماري ويتمان، وُلدت في 15 أبريل 1859 في باريس ونُقلت إلى المستشفى في 6 مايو 1877 لمعاناتها من الصرع؛ إذ يشبه هذا إلى حد كبير منشورًا يقول «دبليو... ماري... دخلت المستشفى والجها الطبيب مارتن شاركو في 5 مايو عام 1877».
وعلى أية حال، كانت المرأة المعروفة باسم ملكة الهستيريا تتعرض لنوبات هستيرية تحت التنويم المغناطيسي من قبل جان مارتن شاركو في عروض مسرحية أسبوعية. كان سيغموند فرويد واحدًا من أولئك الذين شهدوا نوباتها الهستيرية.
لم تعد ماري تُعاني من التشنجات بعد وفاة شاركو في عام 1893.
بدأت ماري العمل مع ماري كوري بعد عامين من وفاة شاركو، واضطرت إلى بتر ساقيها وذراعها الأيسر بسبب الإشعاع.
تم اكتشاف ثلاثة دفاتر خاصة بويتمان، الأصفر والأسود والأحمر، بعد خمسة وعشرين عامًا من وفاة ويتمان، أثرت في رواية Per Olov Enquist The Book عن بلانش وماري. ظهرت ماري بلانش في تلك الرواية، التي نشرت في عام 2004، كشخصية جنبًا إلى جنب مع ماري كوري وشاركو (الترجمة الإنجليزية، 2006، رقم دولي معياري للكتاب 1-58567-668-3).